# Konyaspor
El Konyaspor es un club de fútbol de la ciudad de Konya, en Turquía. Fue fundado en 1981 tras la fusión del Konyaspor Kulübü y el Konya İdmanyurdu SK, conservando el nombre del primero. Juega desde la temporada 2013-14 en la Superliga de Turquía.

## Historia
Fue fundado oficialmente en el año 1922 con el nombre Konya Gençlerbirliği. En 1965 se combinaron con el Meramspor y el Selçukspor ve Çimentospor y se denominaron Konyaspor, usando los colores blanco y negro, e iniciaron su primera temporada en la TFF Segunda División. El Konyaspor cambió sus colores a verde y blanco después de fusionarse con sus rivales de ciudad, el Konya İdmanyurdu en 1981, conservando el nombre Konyaspor, pero los colores del Konya İdmanyurdu.

## Estadio

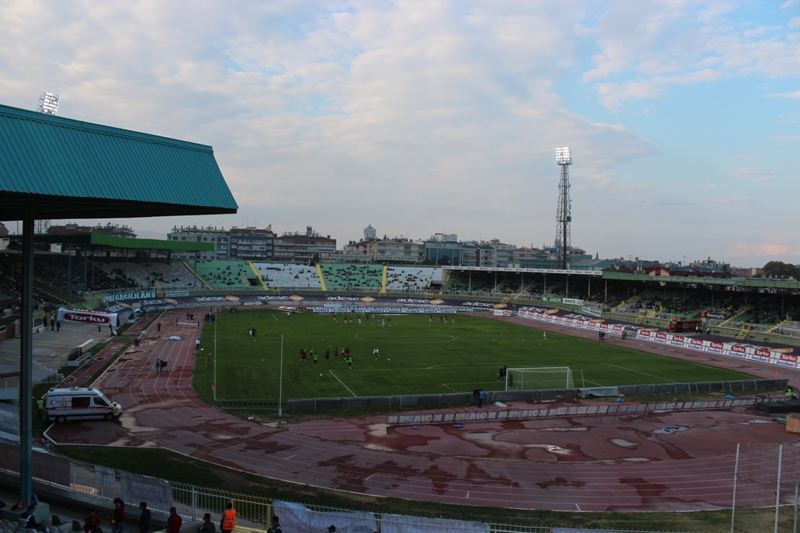
Estadio Konya Atatürk demolido en 2014.

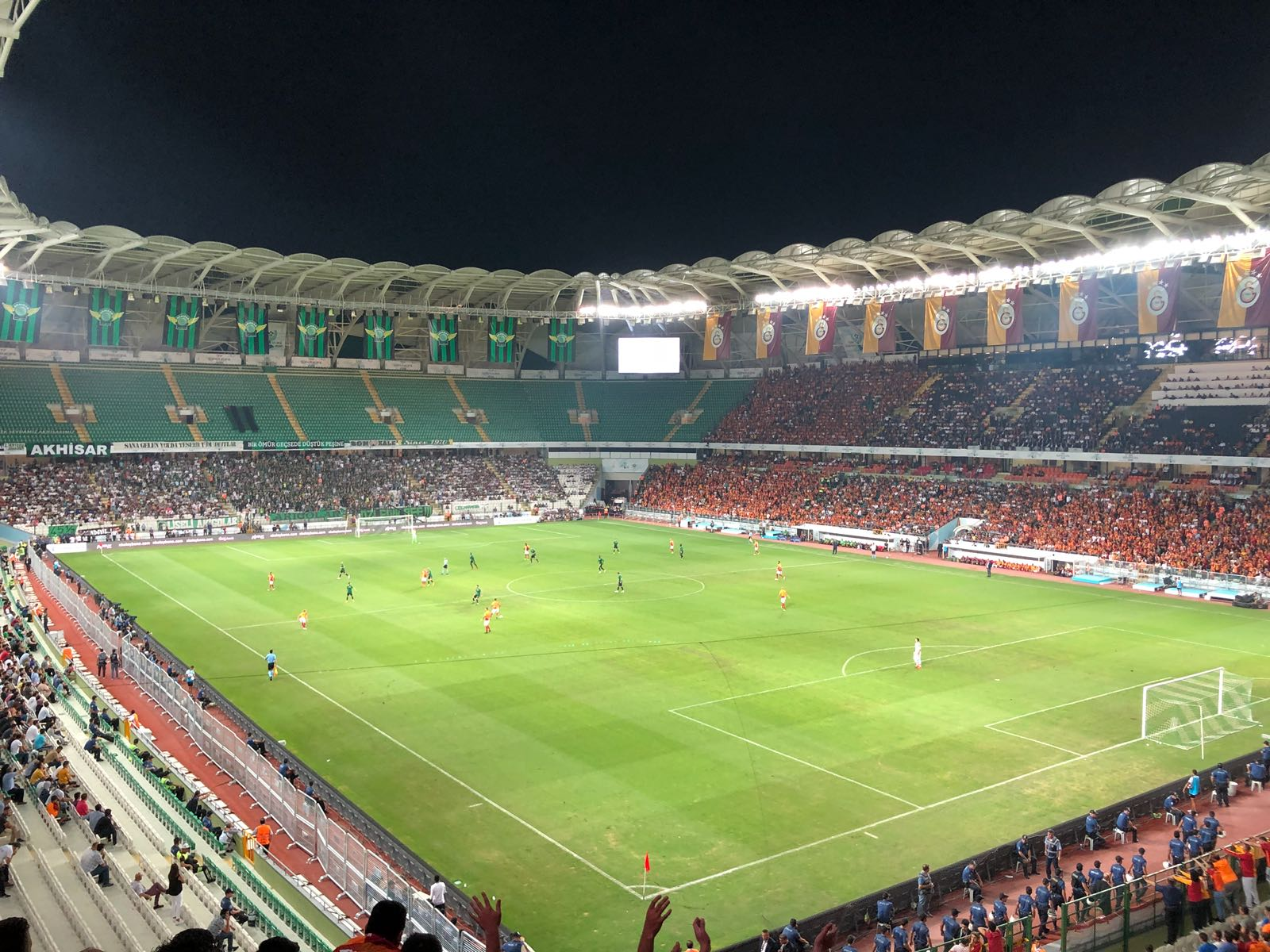
Estadio Konya Büyükşehir

El club disputa sus partidos en el Konya Arena, un estadio de usos múltiples en Konya con capacidad para 42 000 personas. Sustituye al antiguo estadio Konya Atatürk inaugurado en 1950 y demolido a mediados de 2014.

## Palmarés
- TFF Primera División (2):

1988, 2003
- Copa de Turquía (1):

2016/2017
- Supercopa de Turquía (1):

2017

## Participación en competiciones de la Conmebol
| Temporada | Torneo                        | Ronda            | Club                 | Casa | Visita | Global     |
| --------- | ----------------------------- | ---------------- | -------------------- | ---- | ------ | ---------- |
| 2016-17   | UEFA Europa League            | Grupo H          | Shakhtar Donetsk     | 0-1  | 0-4    | 4.º lugar  |
| 2016-17   | UEFA Europa League            | Grupo H          | Braga                | 1-1  | 1-3    | 4.º lugar  |
| 2016-17   | UEFA Europa League            | Grupo H          | Gent                 | 0-1  | 0-2    | 4.º lugar  |
| 2017-18   | UEFA Europa League            | Grupo I          | Marseille            | 1-1  | 0-1    | 3.er lugar |
| 2017-18   | UEFA Europa League            | Grupo I          | Vitória de Guimarães | 2-1  | 1-1    | 3.er lugar |
| 2017-18   | UEFA Europa League            | Grupo I          | Salzburg             | 0-2  | 0-0    | 3.er lugar |
| 2022-23   | UEFA Europa Conference League | Clasificatoria 2 | BATE Borísov         | 2–0  | 3–0    | 5–0        |
| 2022-23   | UEFA Europa Conference League | Clasificatoria 3 | Vaduz                | 2–4  | 1–1    | 3–5        |

## Jugadores destacados
| - Jefferson - Kauê - Thuram - Alex Yordanov - Johnnier Montaño - Thierry Fidjeu - Neca - Cenk İşler - Ceyhun Eriş - Bassim Abbas | - Álvaro Mejía - Ogün Temizkanoğlu - Saffet Sancaklı - Serhat Akın - Suat Kaya - Tolunay Kafkas - Ünal Karaman - Zafer Biryol - Samuel Eto'o - Francisco Calvo |